# Pljus odin
Pljus odin (Плюс один) è un film del 2008 diretto da Oksana Byčkova.

## Trama
Il film racconta di una donna che lavora come traduttrice letteraria. Vive nel suo mondo chiuso, trascorrendo intere giornate nell'appartamento di una nonna tranquilla e cercando di non notare cosa sta succedendo fuori dalla finestra...